# Brom(III)-fluorosulfonat
Brom(III)-fluorosulfonat, Br(SO3F)3 ist die dreiwertige Verbindung des Broms aus der Gruppe der Fluorosulfonate.

## Gewinnung und Darstellung
Die Verbindung entsteht als Reaktionsprodukt aus Brom und Peroxydisulfuryldifluorid.
{\displaystyle {\ce {Br2 + 3 S2O6F2 -> 2 Br(SO3F)3}}}

## Eigenschaften
Brom(III)-fluorosulfonat ist sehr hygroskopisch und reagiert exotherm mit Wasser.
{\displaystyle {\ce {4 Br(SO3F)3 + 6 H2O -> 2 Br2 + 3 O2 + 12 HSO3F}}}
Das einwertige Brom(I)-fluorosulfonat kann durch die Hinzufügung von Brom zu Brom(III)-fluorosulfonat entstehen.
{\displaystyle {\ce {Br(SO3F)3 + Br2 -> 3 BrSO3F}}}